# Top Gun (trilha sonora)
Top Gun: Original Motion Picture Soundtrack é a trilha sonora do filme Top Gun, lançado em 1986 pela Columbia Records Em 1999, foi relançado em uma Edição Especial Expandida com músicas adicionais. Em 2006, foi relançado novamente em uma Edição Deluxe, com mais canções adicionais. O álbum alcançou a posição de número #1 nas paradas musicais nos Estados Unidos durante cinco semanas consecutivas em 1986.

## Lista de faixas
A versão original incluía apenas 10 faixas. As faixas de 11 a 15 estão disponíveis na Special Expanded Edition, lançado em 1999. As faixas de 16 a 20, estão disponíveis na Edição Deluxe, lançado em 2006. As canções da Edição Deluxe não são tocadas no filme, nem estão relacionados a ele de forma alguma.
 Este álbum está na lista dos 200 álbuns definitivos no Rock and Roll Hall of Fame.
Versão original
1. "Danger Zone" (por Kenny Loggins) – 3:36
2. "Mighty Wings" (por Cheap Trick) – 3:51
3. "Playing with the Boys" (por Kenny Loggins) – 3:59
4. "Lead Me On" (por Teena Marie) – 3:47
5. "Take My Breath Away" (Love Theme from 'Top Gun') (por Berlin) – 4:11
6. "Hot Summer Nights" (por Miami Sound Machine) – 3:38
7. "Heaven in Your Eyes" (por Loverboy) – 4:04
8. "Through the Fire" (por Larry Greene) – 3:46
9. "Destination Unknown" (por Marietta Waters) – 3:48
10. "Top Gun Anthem" (por Harold Faltermeyer & Steve Stevens) – 4:12

Edição Especial Expandida (faixas bônus)
1. "(Sittin' On) the Dock of the Bay" (por Otis Redding) – 2:42
2. "Memories" (por Harold Faltermeyer) – 2:57
3. "Great Balls of Fire" (Original Version) (por Jerry Lee Lewis) – 1:57
4. "You've Lost That Lovin' Feelin'" (po The Righteous Brothers) – 3:44
5. "Playing with the Boys" (12" Version) (por Kenny Loggins) – 6:41

Edição Deluxe (faixas bônus)
1. "Can't Fight This Feeling" (por REO Speedwagon) – 4:53
2. "Broken Wings" (por Mr. Mister) – 4:22
3. "The Final Countdown" (Single Version) (por Europe) – 3:57
4. "Nothing's Gonna Stop Us Now" (por Starship) – 4:23
5. "The Power of Love" (Edit) (por Jennifer Rush) – 4:27

| Críticas profissionais | Críticas profissionais |
| Avaliações da crítica  | Avaliações da crítica  |
| Fonte                  | Avaliação              |
| ---------------------- | ---------------------- |
| Allmusic               | [ 3 ]                  |

## Paradas musicais
| País/Parada (2002)              | Melhor posição |
| ------------------------------- | -------------- |
| Alemanha (Media Control Charts) | 1              |
| Áustria (Ö3 Austria Top 40)     | 2              |
| Estados Unidos (Billboard 200)  | 1              |
| Noruega (VG-lista)              | 7              |
| Nova Zelândia (RIANZ)           | 5              |
| Países Baixos (MegaCharts)      | 5              |
| Reino Unido (UK Albums Chart)   | 4              |
| Suécia (Sverigetopplistan)      | 3              |
| Suíça (Schweizer Hitparade)     | 1              |